# Muse Records
Muse Records was een Amerikaans platenlabel, dat jazz en blues uitbracht. Het logo van het label is een kithara.
Het label werd begin jaren zeventig opgericht door Joe Fields, eerder werkzaam bij Prestige Records. Muse had in die tijd ook een zusterlabel, Onyx Records, dat tot 1978 bestond. Van 1972 tot 1996, toen Muse in handen kwam van 32 Jazz, kwamen er hardbop-platen uit van Pepper Adams, James Moody, Sonny Stitt, Woody Shaw en Cedar Walton, maar ook avant-garde-muziek van bijvoorbeeld Lester Bowie en blues van Muddy Waters. Na de verkoop van Muse richtte Field HighNote Records en Savant Records op, waarvoor veel Muse-musici eveneens opnamen. Verschillende platen van Muse Records zijn later door het inmiddels ter ziele gegane 32 Jazz op cd uitgebracht.